# For Your Eyes Only (sång)
For Your Eyes Only är en sång framförd av Sheena Easton och skriven av Bill Conti och Michael Leeson. Sången, som är ledmotivet i James Bond-filmen Ur dödlig synvinkel, finns med på soundtrackalbumet For Your Eyes Only och utgavs som singel den 19 juni 1981. Sången nominerades för en Oscar för bästa sång.